# Geme
Le geme est une langue zandé parlée en République centrafricaine. 

## Sources
- Raymond Boyd, « Le geme ou jɛ̀mɛ́, une nouvelle langue du group zande », dans Yves Moñino, Lexique comparatif des langues oubanguiennes, Paris, Geuthner, 1988, 67-85 p.